# Puntižela
Puntižela je prigradski turistički predio u Puli koje administrativno pripada mjesnom odboru Štinjan.
Puntiželu sa sjevera graniči Valbandon (općina Fažana), s istoka Štinjan, s juga Punta Kristo, a sa zapada Fažanski kanal.
Puntižela je turističko naselje s autokampom i hostelom smješteno na jugozapadnoj obali Istre nasuprot na posebno lijepom lokalitetu nasuprot otočja Brijuni. Nalazi se oko sedam kilometara od centra Pule, pet kilometara od Fažane, polazne točke prema Brijunima, te petnaestak kilometara od pulskog aerodroma.
Značenje riječi Puntižela može se tumačiti na dva načina, kao rt, rtić, ili u vezi s nekadašnjom hidrobazom na ovom području, kao mostić. U oba moguća značenja pozicija Puntižele ima svoj smisao. Ona predstavlja most između dvije atraktivne turističke destinacije, Pule i Brijuna.

## Više informacija
- postaja mornaričkog zrakoplovstva Puntižela